# Nicola Corsetti
Nicola Corsetti (Grosseto, 30 novembre 1901 – Napoli, 24 giugno 2002) è stato un calciatore italiano, di ruolo attaccante.
Viene indicato anche come Antonio Nino Corsetti.

## Carriera
Nella Prima Categoria 1920-1921 con il Pisa segnò 10 reti in 17 partite sfiorando lo scudetto; nella stagione seguenti fu sua una delle reti che consentì al Pisa di vincere 7-2 contro l'Inter. In totale nella sua carriera in nerazzurro giocò 106 partite segnando 25 reti.
Dal 1927 al 1929 militò nel Prato. Giocò in seguito per due stagioni in Serie A con il Livorno.